# Galerie Jelení
Galerie Jelení vznikla roku 1999 jako součást Centra pro současné umění Praha (CSU Praha), podle jehož sídla nese i svůj název, a vystavuje díla současných umělců. Zaměřuje se především na vystavování děl začínajících umělců a studentů uměleckých škol, aby jim poskytla možnost prezentovat díla veřejnosti a pomohla jim tak v rozjezdu jejich umělecké kariéry. Galerie se zprvu pod vedením kurátorky Gabriely Bukovinské-Kotíkové zaměřovala převážně na pražské umělce, ale od roku 2002 dává prostor i umělcům z Brna, Ostravy a dalších měst Česka. Z důvodu udržení co nejvyšších uměleckých kvalit vystavuje galerie také díla již zavedených umělců jakými jsou např. Jiří Kovanda, Vladimír Skrepl či Václav Stratil. Galerie pravidelně spolupracuje s Open Gallery, galerií slovenského Sorosova centra v Bratislavě. V neposlední řadě dávala galerie prostor i zahraničním umělcům, kteří pobývali v ČR v rámci „Residenčního programu“. Tento program byl však roku 2005 pro nedostatek financí pozastaven.
Galerie Jelení také vydala katalog Galerie Jelení 1999–2009 + DVD, kde mapuje první desetiletí své činnosti. Součástí knihy je samozřejmě kompletní seznam výstav od roku 1999 do roku 2009. Galerie sídlí na adrese Drtinova 15 v Praze 5.

## Výstavy

### 1999
- „Lab SCSU´98“– Jakub Dolejš, Kateřina Fojtíková, Jolana Kuchařová Kalounová, Alena Kupčíková, Františka Ševčíková, Petra Vargová, Aleš Veselý, Janka Vidová - Projekty realizované v Laboratoři pro nová média SCSU Praha v roce 1998
- Jiří Surůvka: „Poslední grant“ – Výstava prezentuje výsledky umělcova dvouměsíčního stipendijního pobytu v USA, na který dostal grant od Nadace a centra pro současné umění.
- Kamera Skura: „Luxus“
- Jan Merta a Tomáš Vaněk: „Kolonie“ – prezentace účastníků Residenčního programu
- Katarina Szanyiová-Hudečková, Aleš Hudeček: „Dva zajíci u obrazu“ – prezentace účastníků Residenčního programu
- Michael Setek: „Periferní vidění“ – prezentace účastníků Residenčního programu. Umělec pochází z Velké Británie. V ČR již vystavoval, a to v pražské galerii Detail.

### 2000
- Jakub Špaňhel: „Uklízečka“ – výstava velkoformátových maleb
- Michael Delia (USA): „Tramstop“ – světelně-zvuková instalace, prezentace účastníků Residenčního programu
- Skupinová výstava: „Bezhlavý jezdec na vzestupu“ (J. Bolf, J. Mančuška, J. Šerých, T. Vaněk) – instalace, výstava ve spolupráci s Komunikačním prostorem Školská 28
- Douglas Parsons (USA-Švýcarsko): „Change“ – výstava fotografií na téma osobní identity, prezentace účastníků Residenčního programu
- Jan J. Kotík: „Economies of Scale“ – výstava konceptuálních děl
- Celine Allard: „Znovuobjevování-rediscovering-redécouvrir“ – akvarely, prezentace účastníků Residenčního programu
- Pitiwat Somthai (Thajsko): „Přechod vztahu mezi životem, cítěním a tělem jako konec života…“ (součástí zahájení byla performance japonského umělce Ryuza Fukuhary) – monumentální dřevěná skulptura, prezentace účastníků Residenčního programu (pobyt na zámku v Čimelicích)
- Marion M. Bordier (Kanada): „Sekvence 1-2-3“ – výstava fotografií
- Mieyon Kim (Korea): „Holes in Whole“ – světelná instalace v půdním prostoru
- Avděj Ter-Oganjan (Rusko): „Obrazce znesvěcení“ – instalace ruského umělce v prostoru Klubu Jelení
- Lucie Pribik (Německo): „Vyhraněná podnebí“ – prezentace účastníků Residenčního programu
- Michal Pěchouček, Sláva Sobotovičová: „Život jí sluší“ – výstava fotografických seriálů a videí
- Kryštof Blažek: „Stopy času – Kodaň x Praha x Lucemburg“ – výstava fotografií jako srovnání fragmentů odlišných měst
- Lawrence George Giles (UK): „Having Been There“ – fotografie, projekce - prezentace účastníků Residenčního programu
- Alena Kotzmannová (ČR), Marja Kanervo (Finsko): „Heart“ – instalace, video; druhá část výměnného projektu
- Tomáš Smetana: „Kresby“ – výstava ve spolupráci s Klubem Jelení
- Milan Mikuláštík a David Adamec: „Cowboy-Hitler“ – zvuková instalace, fotografie, texty
- Jan Nálevka: „Zem plná mléka“ – instalace, video, fotografie

### 2001
- Marc Eiden: „In One Hole and Out Another“ – instalace, filmová projekce, malba na plátně, pracující s ornamentálními motivy
- Jiří Skála a Marek Ther: „Microfiltration“ – performance, instalace, umělci pracují s tématy jako je klonování, křížení, genetické informace v dnešní době
- Zbyněk Baladrán: „0019“ – dioramatické fotografie a situační sestava dřevotřískových objektů
- Mel O`Callaghan (Austrálie): „Vagari Assault“ – prezentace účastníků Residenčního programu, instalace na téma krajina za použití plastické hmoty a robotu
- Tomáš Svoboda: „NO EXIT“ – obrazy vzniklé v posledních měsících
- Výtvarná skupina BKS (Bude konec světa): „Důkazy blížící se světové katastrofy“ – objekty, instalace z přírodních materiálů, výtvarná skupina, pracující s výtvarným uměním, filmem, literaturou, hudbou (k výstavě byla dlouhodobě otevřena „Knihovna B.K.S.“)
- Markéta Vaňková: „Utopenci“ – malba, objekty, instalace; zabývá se abstraktní malbou
- Filip Turek: „Funf Minuten mit Chloroform“ – výstava prací realizovaných v roce 2000, velkoformátová fotografie konceptuálního umění
- Skupinová výstava „Slepená intimita“ – design a výtvarné umění ve společné domácnosti
- Sharon Green (Austrálie): „Temptation“ – velkoformátové fotografie, prezentace účastníků Residenčního programu
- J. Hošek, A. Hošková, J. Stáhlichová, J. Bolf, Vladimír Skrepl: „Magnetic Fields“ – obraz, instalace, zvuk; převážně studenti ateliéru Vladimíra Skrepla
- Patricie Fexová: „Fotografie“ – velkoformátová fotografie
- Výstava umělců ze Slovenska (Marko Blažo)
- Fritz Welch, Aaron Cantor: „Fungal Hex“ – malba na stěny galerie, instalace; výstava umělců žijících v New Yorku
- Pawel Althamer s přizvanými umělci – instalace, malba, kresba; výstava mladých umělců z Polska
- Tomáš Vaněk, Josef Bolf, Jan J. Kotík, Michal Nesázal – skupinová výstava za použití mobilních telefonů

### 2002
- Pavel Ryška: „GOTTA CATCH´EM ALL“
- Scott Townsend (USA): „Příběhy z hraničního pásma“ – prezentace účastníků Residenčního programu
- Jolana Ruchařová: „IM BÖHMERWALD“
- „L:S:D:A : C:S:S:R“ – skupinová výstava
- Mark Patsfall (USA), Tina Gonzalves (Australia), Niamh Jackman (Ireland) – prezentace účastníků Residenčního programu
- Filip Cenek: „UNTITLED /2.1D“
- Vilém Kabzan: „Vili vanili“
- Petra Čiklová, Martin Egert, Milan Kutina, Petr Pavlán: „Láska nebo naděje“ – výstava studentů Petra Lysáčka
- Mark Fox (USA), Douglas Unger (USA), Mark Sopeland (USA) – prezentace účastníků Residenčního programu
- Michal Nesázal: „Obrazy“
- Erik Binder: „KAMERA SKURA“ (SR, ČR) – fotografie, instalace; mezinárodní projekt, spolupráce s Open Gallery, Slovensko
- Kyung-Joo Kim (Korea), Hlynur Helgason (Island), Diana Dodson (Švýcarsko), Richard Hilles (USA) – prezentace účastníků Residenčního programu
- Marek Ther, Dominika Ličková – video, instalace, fotografie; mezinárodní projekt, spolupráce s Open Gallery, Slovensko
- Denisa Lehocká, Jiří Kovanda – objekty, instalace; mezinárodní projekt, spolupráce s Open Gallery, Slovensko
- Keiko Sei: „1“ – projekce filmu ze Speciální školy v Ústí nad Labem
- Stefan Link (SRN), Marcus Lilge (SRN): „Balaklava“ – prezentace účastníků Residenčního programu

### 2003
- Gert de Ruyter (Holandsko): „Všechna ta muzika“
- David Adamec: „Auta“ – fotografie vzniklé za pobytu v Austrálii
- Marek Štys: „Afghanistán 1381“ – výstava dokumentárních fotografií vzniklých po válce v Afghánistánu; autor spolupracuje se společností Člověk v tísni
- Umesh M. Shivanna (Indie), Andreas Wutz (Německo) – prezentace účastníků Residenčního programu
- Jiří Havlíček, Filip Cenek: „Lotus3“ – nová média; výstava byla součástí projektu prezentace současné brněnské scény
- Jan Trnka: „Fragmenty“ – akvarely; výstava absolventa ateliéru nových médií Michaela Bielického
- Radek Macke: „Celospolečenské využití zábran“ – instalace; projekt komentující migraci ze zemí východní Evropy a Asie
- Tomáš Hrůza, Libuše Šťastná (Kanada) – prezentace účastníků Residenčního programu
- Boris Ondreička (SR), Ján Mančuška (SR) – objekty, instalace, video; výstava pořádaná ve spolupráci s NoD Praha, Open Gallery, SCCA Slovensko
- Ondřej Brody a Evžen Šimera: „Už nejsme buzíci“ – výstava připravená jako performance
- Jill Watamaniuk (Kanada), Laila Voss (USA) – prezentace účastníků Residenčního programu
- Petra Pětiletá, Magdalena Peševová: „Made in UK“ – fotografie, video, instalace
- Petr Nikl: „Anna“ – malba; součástí vernisáže byla performance: Michael Delia, Ondrej Smeykal
- Sophia Hayes (UK), Diana Duncan Holmes (USA), Timothy Riordan (USA) – prezentace účastníků Residenčního programu
- Johana Stahlichová (ČR): „Holiday“ – studentka VŠUP; výstava velkoformátových fotografií
- Silvina Arismendi (Uruguay/ČR): „Inventario“ – studentka AVU v Praze; projekt zabývající se zkoumáním imigrace do ČR
- Silvie Vondřejcová, Patricie Fexová, Lenka Klodová, Petra Čiklová: „5 žen, 5 otázek“ – netradiční zpracování současné problematiky feminismu v ČR
- Veronique Zussau (Švýcarsko), Tomas Creus (Brazílie), Gal Amarsanee (Mongolsko): „Bistro Jelení“ – prezentace účastníků Residenčního programu
- Richard Bakeš, Dan Vlček, Milan Mikuláštík: „Guma Guar“ – video a instalace s protiválečným zaměřením; ve spolupráci s Galerií A.M.180

### 2004
- Umělecká skupina Rafani: „Plán“
- Kristina Fistr a skupina TESTFORM: „CZECHPot“ – mezinárodní výstava; instalace, skupinová performance
- Jakub Adamec & Petr Stark: „18cm“ – studenti Petra Lysáčka
- Adéla Svobodová & Jiří Thýn – instalace, fotografie
- Silvina Arismendi & Eva Koťátková: „Jelenovi pivo nelej“ – instalace
- Ján Sicko: „Procesuálny design“
- Mário Chromý a Radovan Čerevka: „Lepšie raz vidieť ako stokrát počuť“
- Alena Kotzmannová: „Cyklone“

### 2005
- Jan Wolfchen Vlček: „BUM PRÁSK BUM“
- Ondřej Přibyl: „Katalogizační práce“ (výňatky z katalogu Antonína Přibyla)
- Sláva Sobotovičová: „Pozor na brýle“ – instalace
- Martin Kopecký: „Klub Jednota“
- Dominik Lang: „Vau!“
- Vasil Artamonov: „Andreevka 2“ – velkoformátové obrazy
- Dušan Skala: „Podobný sentiment“
- Ondřej Brody: „Noise Pictures“ – amatérský pornofilm, doprovázený hudební improvizací (Michaela Švábová: „Výstava se určitě nebude a nemá líbit, ale je odvážná a nutí k zamyšlení.“)
- Martin Horák: „Olomoucký výtvarník“
- Evžen Šimera: bez názvu
- Pavel Kopřiva: „Malé zbraně“
- Aneta Mona Chisa a Lucia Tkácová: „Nestrategické scénáře: Červená knižnica“

### 2006
- Eva Jiřička: „Co jste o Jelení nevěděli“ – instalace, video
- Filip a Matěj Smetanovi: „Dědičné postižení“ – sbírka textových obrazů popisujících části obrazů filmových
- Jiří Valoch: „Project“
- Jiří Kovanda: „Vánoční ozdoby“
- Pavel Rudolf: „Podle pravidel“
- Dušan Záhoranský: „Tajenka“
- Pavla Sceranková: „Kapusta“
- Radim Labuda: „Destruktivní charakter“
- Zdeněk Porcal: „Akční nabídka“
- Jana Kochánková: „Iglů“

### 2007
- Vít Soukup: „Panorama“
- Adam Holý: „Zjevení“
- Jiří Bartůněk: „Provinzmaler“
- Lara Portela: „Come Tomorrow and Bring Friends So I Can Meet Them“
- Petr Lysáček: „Co s nimi. Portréty českých filozofů“
- Jan Haubelt: „Tobyho vidění“
- Marek Meduna, Andrea Součková: „Program“
- Ivan Svoboda a Magdalena Kwietkowská: „Schnirchova 15“
- Vasil Artamonov, Alexey Klyuykov, Václav Magid: „Požár v knihovně, Demonstrace, Zeměkoule a jiné“
- Patrik Čabla: „IDEA, bytové doplňky, …, ozdobné vázy“
- Eva Koťátková: „Za mezi nad pod v (Pokoj)“ – vítězný projekt ceny Jindřicha Chalupeckého 2007; instalace tentokrát zasáhla až do dvora galerie
- Erik Sikora: „Už viem na čo mi to umenie bude“

### 2008
- Jitka Mikulicová: „Liduška“
- Pavel Mrkus: „Water Tales“ – speciální dvojitá videoprojekce
- Martin Kubíček: „Černý čtverec, bílý kocour“
- Petr Tejkal, Ondřej Šumbera: „Jaro“
- Na Bidýlku : umělci z okruhu brněnské galerie Na bidýlku – vzpomínková výstava zaměřená na činnost brněnské Galerie Na bidýlku
- David Helán: „Nechci vědět víc o tvých stěžejních projektech, ani o žádných jiných“
- Štefan Tóth: „Apropriace II.“
- Kate Tessa Lee: „Me and Myself“
- Tomáš Pilař: „Tomáš Pilař...věnováno Pavlu Nešlehovi“
- Výstava HUMHALA – vystavující umělci: K. Šedá, M. Meduna, S. Arismendi, J. Hošek, P. Sterec, J. Kovanda, P. Lysáček, M. Ther, J. Bolf, M. Horák, K. Kintera, E. Koťátková, L. Gažiová, R. Labuda, M. Pěchouček, E. Šimera

### 2009
- Alice Nikitinová: „Jedna-dvě“
- Katarina Šević: „Atlas/design naïve“
- Jesper Alvaer: „Banal“
- Tomáš Džadoň: „Území nikoho“
- Václav Magid: „Otcovo slepé oko“
- Eugenio Percossi: „Neurotic“
- Ivars Gravlejs: „Early works“ – umělcova díla z devadesátých let
- Pavel Sterec: „Hypnóza a morálka“
- Graeme McKinnon: „Submerged in Fanclub“
- Luděk Rathouský: „Ostrov včerejšího dne“
- Anna Hulačová + Václav Litvan: „Poloostrov“
- Václav Girsa: „Line Up the Creatures Vem si pevnou obuv a teplou bundu“
- Jiří Maha, Richard Nikl: „Kypící nahota“
- Tereza Severová: „Přeplňování a vyprazdňování“

### 2010
- Martin Zet: „SUMMA“
- Vladimír Houdek: „Chlapec náprstník“
- Richard Loskot: „Asynchronizace“
- Petra Herotová: „Blanka Černá Hora Praha“
- Petr Valer: „Pravá levá & spol“
- „Tajemství žluté aktovky“ – Výstava probíhala zároveň i v prostorách Galerie NoD a prezentovala dva pedagogy (Michala Pěchoučka a Dušana Zahoranského) a vybrané studenty z jejich pracovišť.
- Iveta Pilařová: „Domácí vězení“
- Tomáš Hlavina: „Nástroje 2010“
- Aleš Novák: „Domácí sochy“
- Jakub Matuška aka Masker: „Kdyby si v životě někdy něco potřeboval, tak si to kup“
- Václav Kopecký: „Včela z úlu v pohledu“
- Daniela Baráčková: „Na ulici 74“
- Dny otevřených dveří: 11 a 18. října – 56 min. 16 sec. z depozitáře Galerie Jelení
- Dny otevřených dveří: 18. října – 9,32 m² z depozitáře Galerie Jelení
- Lukáš Jasanský, Martin Polák: „Barevná fotografie“
- Michal Moravčík: „DKP“
- Jan Brož: „Redefinice art-deco“
- Alena Boika: „Vánoční dárek pro obyvatele“

### 2011
- Tereza Velíková a Lenka Vítková: „Poznámky k chůzi“
- Mira Gáberová: „SCÉNA“
- „Tímto okamžikem“ – připravila Barbora Klímová
- Jan Šalda: „Jarní výstava“
- Markéta Kubačáková: „Jelení“
- Milan Salák: „Něco jako horizont“
- Hynek Alt: „How the Other Half Lives“
- Tereza Sochorová: „Co je to?“
- Radim Lagner: „Jak jsem mohl nalézt spor, když jsem byl obestřen přeludem, v němž žádný spor nebyl“
- András Cséfalvay: „Lessons in the Vicious Art of Murder“
- Pavel Havrda: „Velkej špunt“
- Markéta Kinterová: „Hydroprojekt“
- Oldřich Morys: „Soused“
- Václav Stratil: „Zlatá kolekce“
- Eliás Dolejší, Vojtěch Míča: „Drobná práce“

### 2012
- Roman Štětina: „Studio. Místnost, kde koberce znamenají éter“
- Stanislava Karbušická: „tumma“
- Jan Turner: „Nýt“
- Jiří Surůvka: „Německá myš“
- Rudolf Samohejl: „Jako voda v koši“
- Vojtěch Fröhlich „Křehké kino“
- Miroslav Hašek: „Hranice možností“
- Jan Filip: „Manifest“
- Tomáš Moravec a Matěj Al-Ali: „Koryta a sedla“
- Jan Pfeiffer: „Každý objímá všechny ostatní“
- Jana Butzke: „Zahradní erotika“
- Petr Krátký: „Žena s vlkem“
- Monika Žáková: „Monochromatika“

### 2013
- Jan Šerých: „!sey ,lleH“